# Жолт Варга
Жолт Варга (мађ. Varga Zsolt; Солнок, Мађарска, 24. мај 1978) је мађарски ватерполиста. Тренутно наступа за ВК Посилипо.